# Port Reading (New Jersey)
 Port Reading – jednostka osadnicza w hrabstwie Middlesex w stanie New Jersey w USA. Miasto według danych z 2000 roku liczyło około 3,8 tys. mieszkańców. Powierzchnia - 7,4 km², z czego 5,8 km² to powierzchnia lądowa, a 1,6 km² - wodna (rzeki, jeziora). Położenie - 40°34'10"N i  74°14'52"W. Miejscowość należy do konglomeracji Woodbridge Township.